# Gråstrupig visslare
Gråstrupig visslare (Pachycephala lorentzi) är en fågel i familjen visslare inom ordningen tättingar.

## Utbredning och systematik
Fågeln förekommer på Nya Guinea (Sudirmanbergen, Victor Emanuel-bergen och Hindenburgbergen). Den behandlas som monotypisk, det vill säga att den inte delas in i några underarter.

## Status
IUCN kategoriserar arten som livskraftig.